# Her Penalty
Her Penalty o The Penalty (título original británico) es una película muda de 1921. Los americanos cambiaron el título porque ya se habían rodado tres películas con ese título, la última en 1920; incluso ese año (1920), una cuarta película tuvo que cambiar su título antes del estreno para no coincidir con la otra. El guion se basa en una historia original de Benedict James.